# حفار التنوب الأسود
حفار التنوب الأسود أو أُزْمُوم مُخَدَّد (الاسم العلمي: Asemum striatum)، نوع من الخنافس التي تنتمي إلى فصيلة خنافس طويلة القرون.
هذه الخنفساء توجد في معظم أوروبا، في المنطقة القطبية الشمالية القديمة، وفي الشرق الأدنى، وفي منطقة الشرق الأدنى، والإقليم القطبي الشمالي الجديد وفي إقليم هندوملاوي.